# Baharampur
Baharampur là một thành phố và khu đô thị của quận Murshidabad thuộc bang Tây Bengal, Ấn Độ.

## Địa lý
Baharampur có vị trí 24°06′B 88°15′Đ / 24,1°B 88,25°Đ Nó có độ cao trung bình là 18 mét (59 foot).

## Nhân khẩu
Theo điều tra dân số năm 2001 của Ấn Độ, Baharampur có dân số 160.168 người. Phái nam chiếm 51% tổng số dân và phái nữ chiếm 49%. Baharampur có tỷ lệ 79% biết đọc biết viết, cao hơn tỷ lệ trung bình toàn quốc là 59,5%: tỷ lệ cho phái nam là 82%, và tỷ lệ cho phái nữ là 75%. Tại Baharampur, 9% dân số nhỏ hơn 6 tuổi.